# Diccionario de Términos Militares y Asociados del Departamento de Defensa de los Estados Unidos
El Diccionario de Términos Militares y Asociados del Departamento de Defensa de los Estados Unidos es un compendio de terminología del Departamento de Defensa de los Estados Unidos (United States Department of Defense o DOD por sus siglas en inglés).

## Descripción
Establece normas militares de EE. UU. y su terminología asociada al marco de la actividad conjunta de las Fuerzas Armadas de los Estados Unidos en las operaciones conjuntas de este país y sus aliados, así como para abarcar el Departamento de Defensa (DOD) en su conjunto. Estos términos militares y asociados, junto con sus definiciones, constituyen la terminología del Departamento de Defensa aprobada para el uso general por todos los componentes del Departamento de Defensa. El Secretario de Defensa, por la Directiva DOD 5025.12, del 23 de agosto de 1989, Normalización de los militares y la terminología asociada, ha dirigido su uso en todo el Departamento de Defensa para asegurar la normalización de la terminología de los militares y su terminología asociada.

## Relación práctica
Esta publicación complementa los diccionarios de lenguaje inglés con terminología estándar para uso militar y asociados. Sin embargo, no es la intención de esta publicación restringir la autoridad del comandante de la fuerza conjunta (JFC) en la organización de la fuerza o la ejecución de la misión de una manera el JFC considere más adecuada para garantizar la unidad de esfuerzo en la realización de la misión en general.